# Sjoerd Kuyper
Sjoerd Kuyper (* 6. März 1952 in Amsterdam, Niederlande) ist ein niederländischer Autor und Drehbuchschreiber.

## Leben
Kuyper schrieb auch Werke für Erwachsene, ist jedoch durch seine mehrfach preisgekrönten Werke für Kinder und Jugendliche bekannt geworden. 2000 wurde er von der CPNB beauftragt, das Kinderbuchwochengeschenk (Kinderboekenweekgeschenk) zu schreiben.

## Preise und Auszeichnungen
- 1989: Vlag en Wimpel für Majesteit, Uw ontbijt
- 1993: Zilveren Griffel für Robin en Suze
- 1995: Zilveren Griffel für Het eiland Klaasje
- 1996: Gouden Griffel für Robin en God
- 2007: Zilveren Griffel für Robin is verlieft
- 2008: Zilveren Griffel für Sjaantje doet alsof
- 2012: Theo Thijssenprijs für sein Lebenswerk
- 2012: Zilveren Griffel für O rode papawer, boem pats knal
- 2015: Zilveren Griffel für Hotel de Grote L
- 2015: Vlag en Wimpel für De duik, ferner nominiert für den Woutertje Pieterse Prijs

## Veröffentlichungen
- Het zakmes, 1981.
- Majesteit, Uw ontbijt, 1988.
- Robin en God. Leopold, Amsterdam 1996. (Neuauflage Lemniscaat, Rotterdam 2015, ISBN 978 90 477 0744 8).
  - deutsch von Lourine Tielman und Gerold Anrich. Robin und Gott, eine Weihnachtsgeschichte. Beltz und Gelberg, Weinheim 1999, ISBN 3-407-78379-5.
- De roode zwaan. Leopold, Amsterdam 1996. (Neuauflage Lemniscaat, Rotterdam 2015, ISBN 978 90 477 0687 8).
  - deutsch von Lourine Tielman und Gerold Anrich: Der rote Schwan (Ein Fantasy-Roman). Anrich, Weinheim 1998, ISBN 3-89106-367-9.
- Robin im Kindergarten, mit Illustrationen von  Philip Hopman. Anrich, Weinheim 1998, ISBN 3-89106-298-2.
- Het boek van Josje. 1999.
  - Das Buch von Josie, mit Bildern von Angela Kehlenbeck. Sauerländer, Düsseldorf 2002, ISBN 3-7941-4910-6.
- De grote Robin, Lemniscaat, Rotterdam 2011
  - deutsch von Eva Schweikart: Robin und Schnuff: Geschichten zum Vorlesen. Gabriel, Stuttgart 2015, ISBN 978-3-522-30388-0.

- O rode papaver, boem pats knal! Lemniscaat, Rotterdam 2011
  - deutsch von Eva Schweikart: Du bist mein allerbester Freund. Vorlesegeschichten von Robin und Schnuff, Thienemann, Stuttgart 2016, ISBN 978-3-522-18437-3
- Hotel de Grote L. 2014.
  - deutsch von Eva Schweikart: Erst wirst du verrückt und dann ein Schmetterling. Gabriel Verlag, Stuttgart 2015, ISBN 978-3-522-30394-1.
- De duik, mit Illustrationen von Sanne te Loo, Lemniscaat, Rotterdam 2014, ISBN 978 90 477 0584 0
- Lang leve Robin! mit Illustrationen von Marije Tolman, Lemniscaat, Rotterdam 2016, ISBN 978-90-477-0812-4.
- Maantje. Hoogland & Van Klaveren, Hoorn 2020
  - deutsch von Eva Schweikart: Maantje und das Eichhörnchen. Urachhaus, Stuttgart 2022, ISBN 978-3-8251-5320-5.

- Maantje en het kerstfeest van de dieren. Hoogland & Van Klaveren, Hoorn 2022

## Verfilmungen
- Fernsehserie Max Laadvermogen.
- Fernsehserie De Freules.
- Fernsehserie und Spielfilm Het zakmes, Drehbuch. Regisseur: Ben Sombogaart.
- Fernsehfilm De rode zwaan.